# إريك غرانادو
إريك غرانادو (بالبرتغالية: Eric Granado) مواليد 10 يونيو 1996 في ساو باولو، هو متسابق دراجات نارية برازيلي. نافس في الجائزة الكبرى للدراجات النارية في فئة موتو 2 وبدأ فيها سنة 2012.

## النتائج

### حسب الموسم
| الموسم | الفئة  | دراجة          | السباقات | الفوز | المنصة | مركز الإنطلاق | النقاط | المركز |
| ------ | ------ | -------------- | -------- | ----- | ------ | ------------- | ------ | ------ |
| 2012   | موتو 2 | موتوبي         | 11       | 0     | 0      | 0             | 0      | ن.غ.م  |
| 2013   | موتو 3 | كالكس كي تي إم | 17       | 0     | 0      | 0             | 7      | 25     |
| 2014   | موتو 3 | كي تي إم       | 14       | 0     | 0      | 0             | 2      | 31     |
| إجمالي |        |                | 42       | 0     | 0      | 0             | 9      |        |

### السباقات حسب السنة
| السنة | الفئة  | الدراجة        | 1        | 2             | 3            | 4            | 5          | 6           | 7           | 8            | 9            | 10         | 11          | 12              | 13            | 14         | 15           | 16            | 17        | 18     | مركز  | نقاط |
| ----- | ------ | -------------- | -------- | ------------- | ------------ | ------------ | ---------- | ----------- | ----------- | ------------ | ------------ | ---------- | ----------- | --------------- | ------------- | ---------- | ------------ | ------------- | --------- | ------ | ----- | ---- |
| 2012  | موتو 2 | موتوبي         | قطر      | إسبانيا       | البرتغال     | فرنسا        | كتالونيا   | بريطانيا 31 | هولندا 23   | ألمانيا 26   | إيطاليا 21   | إنديانا 25 | تشيك 25     | سان مارينو      | أرغون 25      | اليابان 27 | ماليزيا ل.ين | أستراليا ل.ين | بلنسية 29 |        | ن.غ.م | 0    |
| 2013  | موتو 3 | كالكس كي تي إم | قطر 26   | الأمريكتان 23 | إسبانيا 19   | فرنسا 24     | إيطاليا 9  | كتالونيا 26 | هولندا 28   | ألمانيا ل.ين | إنديانا ل.ين | تشيك 22    | بريطانيا 29 | سان مارينو ل.ين | أرغون 16      | ماليزيا 24 | أستراليا 21  | اليابان 19    | بلنسية 17 |        | 25    | 7    |
| 2014  | موتو 3 | كي تي إم       | قطر ل.ين | الأمريكتان 18 | الأرجنتين 19 | إسبانيا ل.ين | فرنسا ل.يب | إيطاليا 23  | كتالونيا 23 | هولندا 19    | ألمانيا 14   | إنديانا 22 | تشيك 27     | بريطانيا 26     | سان مارينو 21 | أرغون 17   | اليابان 16   | أستراليا ل.يب | ماليزيا   | بلنسية | 31    | 2    |

## وصلات خارجية
- إريك غرانادو على موقع MotoGP.com (الإنجليزية)
- إريك غرانادو على موقع WorldSBK.com (الإنجليزية)
- إريك غرانادو على موقع AS.com (الإسبانية)

- الموقع الرسمي